# 哈當厄大橋
哈當厄大橋（挪威語：Hardangerbrua）是一條位於挪威霍达兰郡哈当厄峡湾的悬索桥，連接于倫斯旺和于爾維克，大橋取代了布吕拉维克和布里姆内斯之間的渡輪服務，縮短了來往奧斯陸和卑爾根之間的行車時間。哈當厄大橋是挪威最長的悬索桥。

## 建造過程

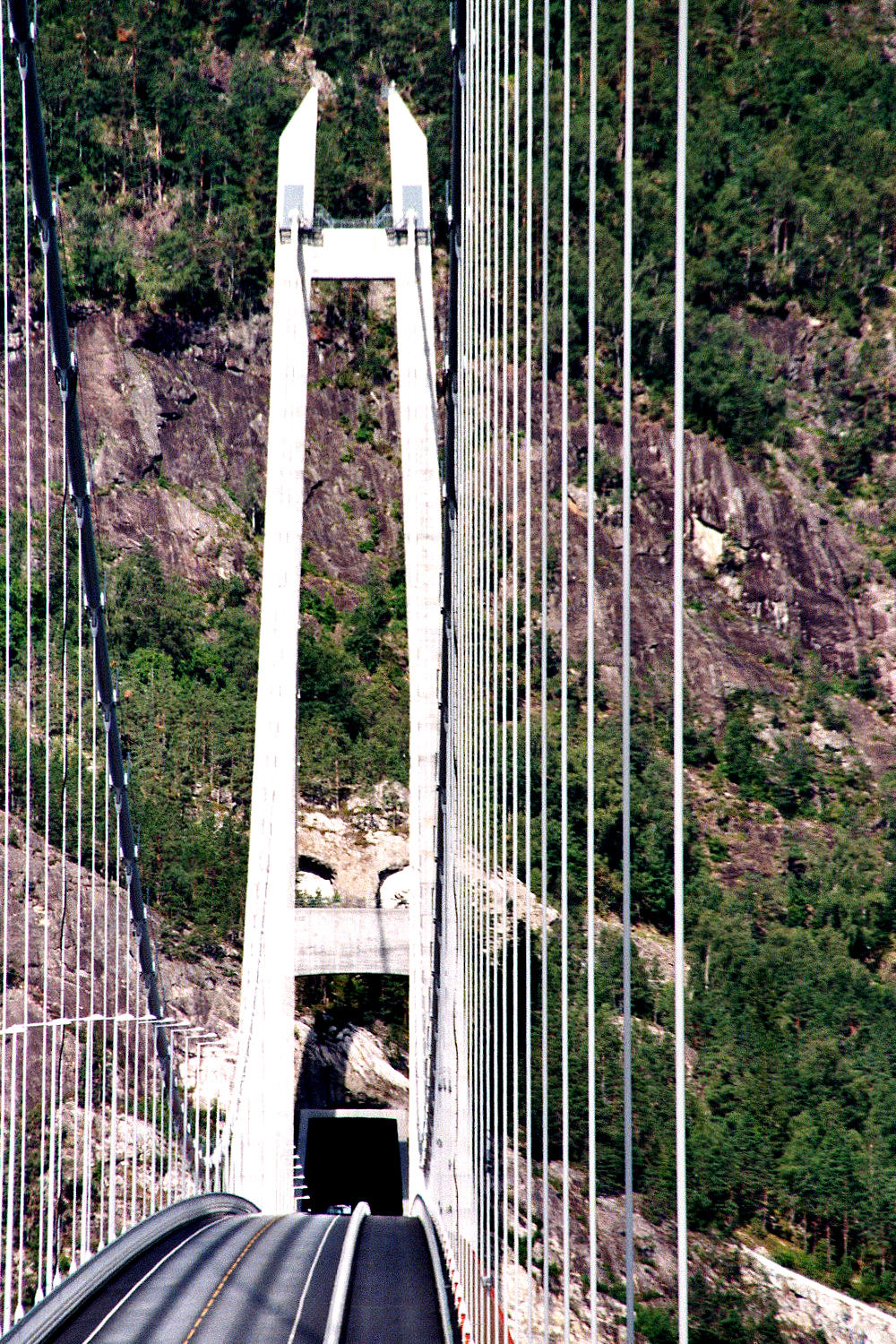
哈當厄大橋

2006年2月28日，挪威議會通過了建造哈當厄大橋工程，並於2009年2月26日動工。大橋雖然由挪威公共道路管理設計，但建造商則是丹麥的MT·霍伊嘉德公司。這項工程預算為250億挪威克朗，超過一半由過路費和節省的渡輪補貼支付。
大橋長1,380（4,530英尺），主跨長度為1,310（4,300英尺），桥塔高達海平面200（660英尺），橋下淨空55（180英尺）。橋上有兩條行車線，限速80每小時（50英里每小時），及有一條供行人和單車專用的道路。當局預計大橋每日車流量為2000架次，而大橋在2013年8月17日正式啟用。
哈當厄大橋是世界最長悬索桥之一，大橋兩端出口均是隧道。在南方出口，車輛離開大橋後便進入長1.2（0.75英里）的隧道，北方出口則是進入一條長7.5（4.7英里）的维拉维克隧道，隧道內有一條長500（1,600英尺）的圆环，進入圆环後可選擇兩個出口，一個出口是經過長600（2,000英尺）隧道後到達于爾維克，而另一出口是經過長6.9（4.3英里）隧道後到達格蘭溫村。

## 參看
- 世界悬索桥列表

## 外部連結
- 官方網站（页面存档备份，存于）
- Technical specifications brochure（页面存档备份，存于） (PDF)
- Hardangerbrua nytt reisemål（页面存档备份，存于） [The Hardanger Bridge, new travel destination]